# 平当树属
平当树属（学名：Paradombeya）是梧桐科下的一个属，为灌木或小乔木植物。该属共有2种，分布于东亚。